# Port lotniczy Châlons Vatry
Port lotniczy Châlons-Vatry (IATA: XCR, ICAO: LFOK) – port lotniczy położony 147 km na wschód od Paryża, i około 105 km od Parku Rozrywki Disneyland. Lotnisko położone jest 22 km na południowy wschód od miasta Châlons-en-Champagne w Departamencie Marna, we Francji.

## Linie lotnicze i połączenia
| Linia lotnicza | Kierunek              |
| -------------- | --------------------- |
| Ryanair        | 1. Marrakesz 2. Porto |